# Taylor Mega
Taylor Mega, pseudonimo di Elisia Todesco (Carlino, 31 ottobre 1993), è una modella, personaggio televisivo ed influencer italiana.

## Biografia
Nata e cresciuta a Carlino, Taylor Mega si è laureata in psicologia all'Università degli Studi di Milano. Taylor Mega ha iniziato la sua carriera come modella, guadagnando popolarità grazie alla sua presenza sui social media, in particolare su Instagram, dove conta numerosi follower.
Nel 2020 ha creato Mega Fitness, un programma di allenamento online, rivolto soprattutto alle donne, con workout e consigli di fitness.

### Carriera
Nel 2019 Taylor Mega ha partecipato alla quattordicesima edizione de L'isola dei famosi, aumentando la sua visibilità nel panorama televisivo italiano. Nello stesso anno, è stata invitata alla sedicesima edizione del Grande Fratello e ha presentato il concerto di John Legend al Teatro antico di Taormina.
Oltre alla sua carriera nel mondo dello spettacolo, Taylor Mega gestisce linee di abbigliamento e collabora con diversi marchi di moda.

### Vita privata
Vive a Milano, e dal 2018 al 2021 ha avuto una relazione con il rapper Tony Effe.

## Televisione
- L'isola dei famosi 14 (Canale 5, 2019) Concorrente
- Grande Fratello 16 (Canale 5, 2019) Guest star

## Filmografia

### Cinema
- Men in Black: International, regia di F. Gary Gray (2019) - cameo

## Opere
- Taylor Mega, La bambina non c'è più, Mondadori, 2021, ISBN 8851080887

## Altre attività

### Calendari
- For Men (2020)